# سانتياغو غراسي
سانتياغو غراسي (بالإسبانية: Santiago Grassi) هو سباح أرجنتيني، ولد في 25 سبتمبر 1996.

## روابط خارجية
- سانتياغو غراسي على موقع الاتحاد الدولي للسباحة (الإنجليزية)
- سانتياغو غراسي على موقع SwimRankings.net (الإنجليزية)
- سانتياغو غراسي على موقع اللجنة الأولمبية الدولية (الإنجليزية)
- سانتياغو غراسي على موقع أوليمبيديا (الإنجليزية)
- سانتياغو غراسي على موقع اللجنة الأولمبية الأرجنتينية (الإسبانية)